# TMF Yearmix
TMF Yearmix (TMF Video Jaarmix) was een jaarlijks terugkomend programma van de televisiezender TMF. In de (meestal) 60 minuten durende mix, bedacht en de meeste edities gemaakt door Marcell Mijwaart, waren de beste hits van dat afgelopen jaar te horen en te zien op TMF.

## Geschiedenis
De eerste Yearmix werd uitgezonden in december 1995 en was vrijwel ieder jaar rond dezelfde tijd te zien met een onderbreking in 2002, na dat jaar keerde het weer terug. In 2005 en 2006 werd dit gedaan in samenwerking met radiozender Slam!FM, die het eveneens uitzond en in 2010 werd de laatste uitgezonden.